# Cypripedium lichiangense
Espèce
Statut de conservation UICN

 EN  : En danger
Statut CITES
Cypripedium lichiangense est une espèce d'orchidées du genre Cypripedium originaire de Chine et de Birmanie.